# رشاد صادقوف

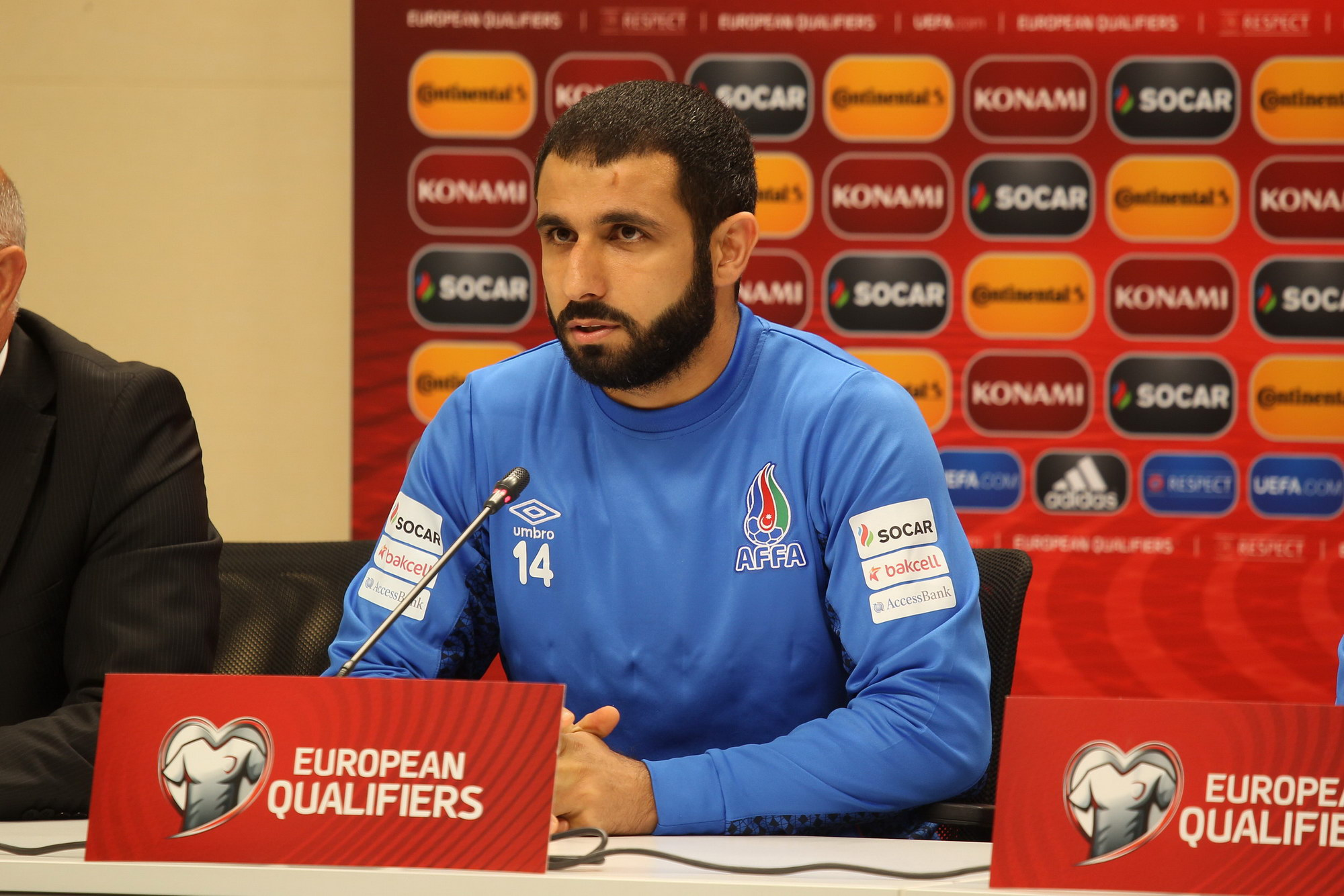

رشاد فرهاد أوغلو صادقوف (بالأذرية:Rəşad Fərhad oğlu Sadıqov) (مواليد 16 يونيو 1982 في باكو) لاعب كرة قدم الأذربيجاني دولي يجيد اللعب في خط الدفاع . يلعب حاليا لصالح نادي اسكيشهر سبور التركي منذ 2010 .

## وصلات خارجية
- رشاد صادقوف على موقع الاتحاد الدولي (مؤرشف)  (الإنجليزية)
- رشاد صادقوف على موقع الاتحاد الأوربي (الإنجليزية)
- رشاد صادقوف على موقع اتحاد تركيا (لاعب) (الإنجليزية)
- رشاد صادقوف على موقع قاعدة بيانات كرة القدم.إي يو (الإنجليزية)
- رشاد صادقوف على موقع ناشيونال فوتبول تيمز (الإنجليزية)
- رشاد صادقوف على موقع Soccerway.com (الإنجليزية)
- رشاد صادقوف على موقع عالم كرة القدم.نت (الإنجليزية)
- رشاد صادقوف على موقع كووورة
- رشاد صادقوف على موقع AS.com (الإسبانية)

- (بالتركية) الموقع الشخصي على كوسايليسبور
- Profile at TFF